# One Margarita
«One Margarita» — песня американского кантри-певца Люка Брайана, вышедшая 13 апреля 2020 года в качестве 3-го сингла с его седьмого студийного альбома Born Here Live Here Die Here (2020). Авторами песни выступили Michael Carter, Matt Dragstrem и Josh Thompson. Песня достигла позиции № 1 в кантри-чарте Billboard Country Airplay.

## История
Венди Хермансон из блога Taste of Country написала о песне, что это «легкий, искрящийся, приятный номер, посвященный немного старомодному гедонизму», в котором Брайан считает 'One margarita, two margarita, three margarita, we’ll be gone,' … помогает создать весёлую атмосферу. Джон Фриман из Rolling Stone Country написал, что в песне есть «одинаково жизнерадостная мелодия и ритм, акцентируемый мандолиной и раскатами органа Хаммонда. Брайан, который не новичок в песнях для вечеринок, смотрит на отпуск в целом как на побег от стресса и тревог повседневной жизни». Лидер группы Брайана Майкл Картер, написал эту песню вместе с Josh Thompson и Matt Dragstrem. Песня была официально выпущена для радио 13 апреля 2020 года. Это третий сингл с альбома после «Knockin' Boots» и «What She Wants Tonight».

## Отзывы
Песня получила смешанные отзывы музыкальной критики и интернет-изданий. Она вошла в список худших песен 2020 года, опубликованный журналом Variety; песня была описана как «[ода] злоупотреблению алкоголем» и «не та песня не в то время» в свете пандемии COVID-19.

## Музыкальное видео
Режиссером музыкального видео песни стал Майкл Монако. В нём Брайан развлекается на пляже. В качестве гостей в клипе появляются жена Брайана Кэролайн и мать ЛеКлер, а также певица Кейли Хэммек и члены группы Old Dominion. Брайан снял видео во время Crash My Playa, ежегодной пляжной вечеринки, которую он проводил в Мексике, в январе 2020 года перед выпуском песни.

## Чарты
| Чарт (2020)                         | Высшая позиция |
| ----------------------------------- | -------------- |
| Канада (Billboard Canadian Hot 100) | 29             |
| Канада (Billboard Country)          | 1              |
| США (Billboard Hot 100)             | 19             |
| США (Billboard Country Airplay)     | 1              |
| США (Billboard Hot Country Songs)   | 2              |
| США (Rolling Stone Top 100)         | 14             |

| Чарт (2020)                        | Позиция |
| ---------------------------------- | ------- |
| Канада (Canadian Hot 100)          | 93      |
| США (Billboard Hot 100)            | 70      |
| США (Country Airplay, Billboard)   | 11      |
| США (Hot Country Songs, Billboard) | 11      |

## Сертификации
| Регион                                                                      | Сертификация | Продажи |
| --------------------------------------------------------------------------- | ------------ | ------- |
| США (RIAA)                                                                  | Золотой      | 500 000 |
| Данные о продажах + прослушиваниях приведены только на основе сертификации. |              |         |